# Chile az 1948. évi téli olimpiai játékokon
Chile a svájci St. Moritzban megrendezett 1948. évi téli olimpiai játékok egyik részt vevő nemzete volt. Az országot az olimpián 1 sportágban 4 sportoló képviselte, akik érmet nem szereztek. Chile először vett részt a téli olimpiai játékokon.

## Alpesisí
Férfi
| Versenyző         | Versenyszám | 1. futam      | 1. futam      | 2. futam | 2. futam | Összesítés | Összesítés |
| Versenyző         | Versenyszám | Idő           | Hely.         | Idő      | Hely.    | Idő        | Helyezés   |
| ----------------- | ----------- | ------------- | ------------- | -------- | -------- | ---------- | ---------- |
| Gonzalo Domínguez | Lesiklás    |               |               |          |          | 4:08,3     | 83.        |
| Jaime Errázuriz   | Lesiklás    |               |               |          |          | 3:56,4     | 78.        |
| Jaime Errázuriz   | Műlesiklás  | nem ért célba | nem ért célba | kiesett  | kiesett  | kiesett    | kiesett    |
| Arturo Hammersley | Lesiklás    |               |               |          |          | 3:54,1     | 74.*       |
| Arturo Hammersley | Műlesiklás  | 1:49,2        | 54.           | 1:26,9   | 52.      | 3:16,1     | 54.        |
| Hernán Oelckers   | Lesiklás    |               |               |          |          | 3:40,2     | 59.        |
| Hernán Oelckers   | Műlesiklás  | 1:44,2        | 52.           | 1:24,8   | 50.      | 3:09,0     | 52.        |

| Versenyző         | Versenyszám | Lesiklás | Lesiklás | Lesiklás | Műlesiklás | Műlesiklás | Műlesiklás | Műlesiklás | Műlesiklás | Műlesiklás | Műlesiklás | Összesítés | Összesítés |
| Versenyző         | Versenyszám | Lesiklás | Lesiklás | Lesiklás | 1. futam   | 1. futam   | 2. futam   | 2. futam   | Össz.      | Össz.      | Össz.      | Összesítés | Összesítés |
| Versenyző         | Versenyszám | Idő      | Pont     | Hely.    | Idő        | Hely.      | Idő        | Hely.      | Idő        | Pont       | Hely.      | Pont       | Helyezés   |
| ----------------- | ----------- | -------- | -------- | -------- | ---------- | ---------- | ---------- | ---------- | ---------- | ---------- | ---------- | ---------- | ---------- |
| Gonzalo Domínguez | Összetett   | 4:08,3   | 40,41    | 63.      | nem indult | nem indult | kiesett    | kiesett    | kiesett    | kiesett    | kiesett    | kiesett    | kiesett    |
| Jaime Errázuriz   | Összetett   | 3:56,4   | 34,09    | 59.      | 1:41,1     | 48.        | 1:34,6     | 62.*       | 3:15,7     | 26,82      | 57.        | 60,91      | 52.        |
| Arturo Hammersley | Összetett   | 3:54,1   | 32,67    | 56.*     | 2:02,5     | 63.        | 1:35,5     | 64.        | 3:38,0     | 36,65      | 63.        | 69,32      | 57.        |
| Hernán Oelckers   | Összetett   | 3:40,2   | 25,05    | 44.      | 1:33,6     | 38.        | 1:21,6     | 44.        | 2:55,2     | 17,78      | 39.        | 42,83      | 38.        |

* - egy másik versenyzővel azonos eredményt ért el